# Jossie Nikita Marques Spear
Jossie Nikita là một người mẫu và nữ diễn viên đầy tham vọng của Venezuela, sinh ra ở Maracaibo, Edo. Zulia và chủ sở hữu của Hoa hậu Mundo Latina, người sẽ cạnh tranh trong cuộc thi Hoa hậu Venezuela. Di sản của cô được pha trộn từ Venezuela, Bồ Đào Nha, Mỹ và Pháp. Cô ấy nói tiếng Anh, tiếng Tây Ban Nha và tiếng Bồ Đào Nha. Jossie hiện đang theo đuổi bằng cử nhân về nghệ thuật sân khấu tại Đại học Trung tâm Florida. Cô ấy cao 174 cm. Sở thích của cô là chơi guitar, đọc sách và đi du lịch.
Jossie là anh em họ của Monica Spear, người cũng đã giành chiến thắng Hoa hậu Venezuela 2004 và đã giành vị trí Á hậu 4 tại Hoa hậu Hoàn vũ năm 2005.